# Gronity
Gronity (deutsch Gronitten) ist ein Ort in der polnischen Woiwodschaft Ermland-Masuren. Er gehört zur Gmina Gietrzwałd (Landgemeinde Dietrichswalde) im Powiat Olsztyński (Kreis Allenstein).

## Geographische Lage
Gronity liegt im Westen der Woiwodschaft Ermland-Masuren, sechs Kilometer südwestlich der Stadt Olsztyn (deutsch Allenstein).

## Geschichte
Im Jahre 1348 wurde das Dorf Gronitten als Crummensee gegründet. Die Landgemeinde Gronitten war von 1874 bis 1945 Teil des Amtsbezirks Kudippen (polnisch Kudypy) im ostpreußischen Kreis Allenstein.
Im Jahre 1910 waren in Gronitten 263 Einwohner gemeldet. Ihre Zahl belief sich im Jahre 1933 auf 263 und im Jahre 1939 auf 237.
In Kriegsfolge musste 1945 das gesamte südliche Ostpreußen an Polen abgetreten werden. Gronitten erhielt die polnische Namensform „Gronity“ und ist heute eine Ortschaft der Landgemeinde Gietrzwałd (Dietrichswalde) im Powiat Olsztyński (Kreis Allenstein), von 1975 bis 1998 der Woiwodschaft Olsztyn, seither der Woiwodschaft Ermland-Masuren zugehörig.

## Kirche
Bis 1945 war Gronitten in die evangelische Kirche Allenstein in der Kirchenprovinz Ostpreußen der Kirche der Altpreußischen Union, außerdem in die römisch-katholische St.-Jacobi-Kirche in Allenstein im Bistum Ermland eingepfarrt.
Heute gehört Gronity katholischerseits zur Pfarrei in Olsztyn-Dajtki im jetzigen Erzbistum Ermland, evangelischerseits zur Christus-Erlöser-Kirche Olsztyn in der Diözese Masuren der Evangelisch-Augsburgischen Kirche in Polen.

## Verkehr
Gronity liegt an einer Nebenstraße, die am westlichen Ortsende die im Ausbau zur Schnellstraße S16 begriffene Landesstraße 16 unterquert und von Olsztyn-Dajtki (Deuthen) nach Sząbruk (Schönbruück) führt. Naterki (Nattern) ist die nächste Bahnstation. Sie liegt an der Polnischen Staatsbahn–Linie 353 Posen–Toruń–Skandawa (–Tschernjachowsk).